# جول فاندورين
جول فاندورين (بالفرنسية: Jules Vandooren)‏ (30 ديسمبر 1908 - 7 يناير 1985) لاعب كرة قدم فرنسي راحل كان يجيد اللعب في خط الدفاع.
لعب طوال مسيرته الرياضية في أندية بيرينشيه، أرمينتييريه، أولمبيك ليل (1927-1939) النجم الأحمر (1939-1941) ستاد ريمس (1941-1943).
مثل منتخب فرنسا في 22 مباراة (1933-1942). شارك مع منتخب فرنسا في بطولة كأس العالم 1934 في إيطاليا حيث خرج من الدور الثمن النهائي وبطولة كأس العالم 1938 في فرنسا حيث خرج من الدور الربع النهائي.
تولى تدريب أندية ستاد ريمس (1941-1943) أورليانز (1943-1948) كاين (1949-1952) غينت (1952-1956) أورليانز (1956-1959) ليل (1959-1961) تور، منتخب السنغال (1961-1963) سيدان (1963-1964) أورليانز (1964-1966) سيركل بروج (1966-1967) غينت (1967-1971) موسكرون (1971-1972)

## وصلات خارجية
- جول فاندورين على موقع الاتحاد الدولي (مؤرشف)  (الإنجليزية)
- جول فاندورين على موقع قاعدة بيانات كرة القدم.إي يو (الإنجليزية)
- جول فاندورين على موقع ناشيونال فوتبول تيمز (الإنجليزية)
- سيرة ذاتية